# Mannlicher M1890
Il Mannlicher M1890 indicava una famiglia di carabine austro-ungariche a otturatore scorrevole, impiegate dal 1890 fino alla fine della prima guerra mondiale.

## Storia
Le buone prestazioni raggiunte dal Mannlicher M1888 spinsero il progettista Ferdinand Mannlicher della Österreichische Waffenfabriksgesellschaft a derivarne una versione accorciata, più maneggevole, per le truppe montate e per altri impieghi speciali. Il M1890 fu realizzato in tre versioni: carabina da cavalleria, da gendarmeria ed un fucile corto da marina.
L'azionamento era basato sul rivoluzionario sistema a ripetizione Mannlicher ad otturatore scorrevole,  con serbatoio integrale alimentato a piastrine. L'otturatore era progettato in due pezzi: manubrio e corpo; il cilindro dell'otturatore era montato nel corpo. Le alette di chiusura erano montate sulla testa del cilindro, che ruotava all'interno del corpo dell'otturatore durante le fasi di chiusura ed apertura. Questa variante del sistema Mannlicher fu poi usata sui fucili austro-ungarici successivi, in quanto il suo sistema di chiusura frontale venne considerato più robusto di quello dei modelli M1884, M1886 e M1888.
Buona parte delle carabine, nelle diverse versioni, furono convertite allo standard del Mannlicher M1895 in calibro 8 × 56 mm R. Le armi convertite durante la Prima repubblica austriaca vennero ridenominate M90/30 e si distinguevano per la marca "S" sulla canna. Quelle convertite nel Regno d'Ungheria, chiamate M90/31,  avevano impressa la marca "H".

## Varianti

### Kavallerie Repetierkarabiner M1890
La Kavallerie Repetierkarabiner M1890 o, in ungherese, Mannlicher Lovassági Karabély M.90 era una carabina da cavalleria. Rispetto al M1888, oltre alla canna più corta, era dotato di magliette porta-cinghia sul fianco sinistro della cassa ed era privo di astina copricanna e di attacco per la baionetta, anche se durante la prima guerra mondiale spesso ricevettero una baionetta a ghiera Ersatz.

### Gendarmerie Repetierkarabiner M1890
La Gendarmerie Repetierkarabiner M1890 o Csendõrségi Karabély M1890 era una variante della carabina da cavalleria, realizzata nel 1892 per la gendarmeria austro-ungarica. Le magliette erano posizionate sul bordo inferiore della pala del calcio e del fusto della cassa. L'attacco sul lato destro accettava la sciabola-baionetta standard del M1888.

### Repetierstützen M1890
Il Repetierstützen M1890 o Osztrák Kurtály Puska M.1890 era una variante introdotta nel 1894 ed adottata dalla k.u.k. Kriegsmarine. Questo fucile corto era dotato di attacco per la baionetta sul lato sinistro del bocchino, dotato di un perno centrale sotto alla canna, utilizzato per incastrare i fucili in fascio. Le magliette erano posizionate inferiormente come sulla versione da gendarmeria.

## Utilizzatori
- Austria-Ungheria
- Prima repubblica austriaca
- Bulgaria[7]
- Emirato dell'Afghanistan: un piccolo lotto di queste carabine fu acquistato dall'emiro Abdur Rahman Khan[8]
- Ungheria